# Kraftwerksgruppe Kaprun

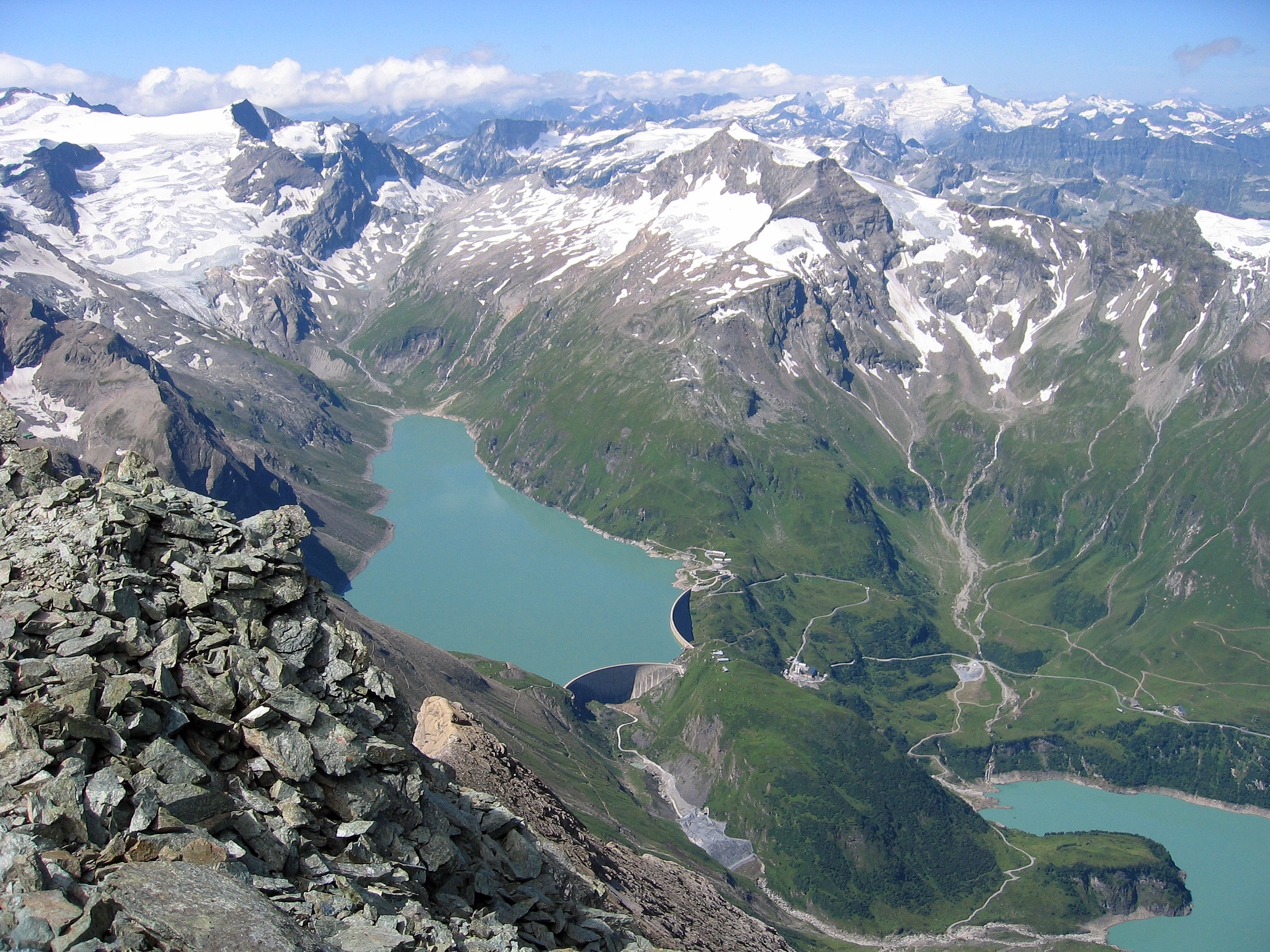
Stauseen Mooserboden der Oberstufe und bildrechts unten Wasserfallboden der Hauptstufe; Kraftwerke nicht im Bild; im Hintergrund rechts der Großvenediger, links das Karlingerkees

Die Kraftwerksgruppe Kaprun umfasst eine Gruppe von Speicher- und Pumpspeicherkraftwerken samt zugehörigen Talsperren im Salzburger und Kärntner Teil der Glocknergruppe in Österreich. Sie wird von der Verbund Hydro Power betrieben, dem Tochterunternehmen für Wasserkrafterzeugung der Verbund AG.

## Funktionsweise

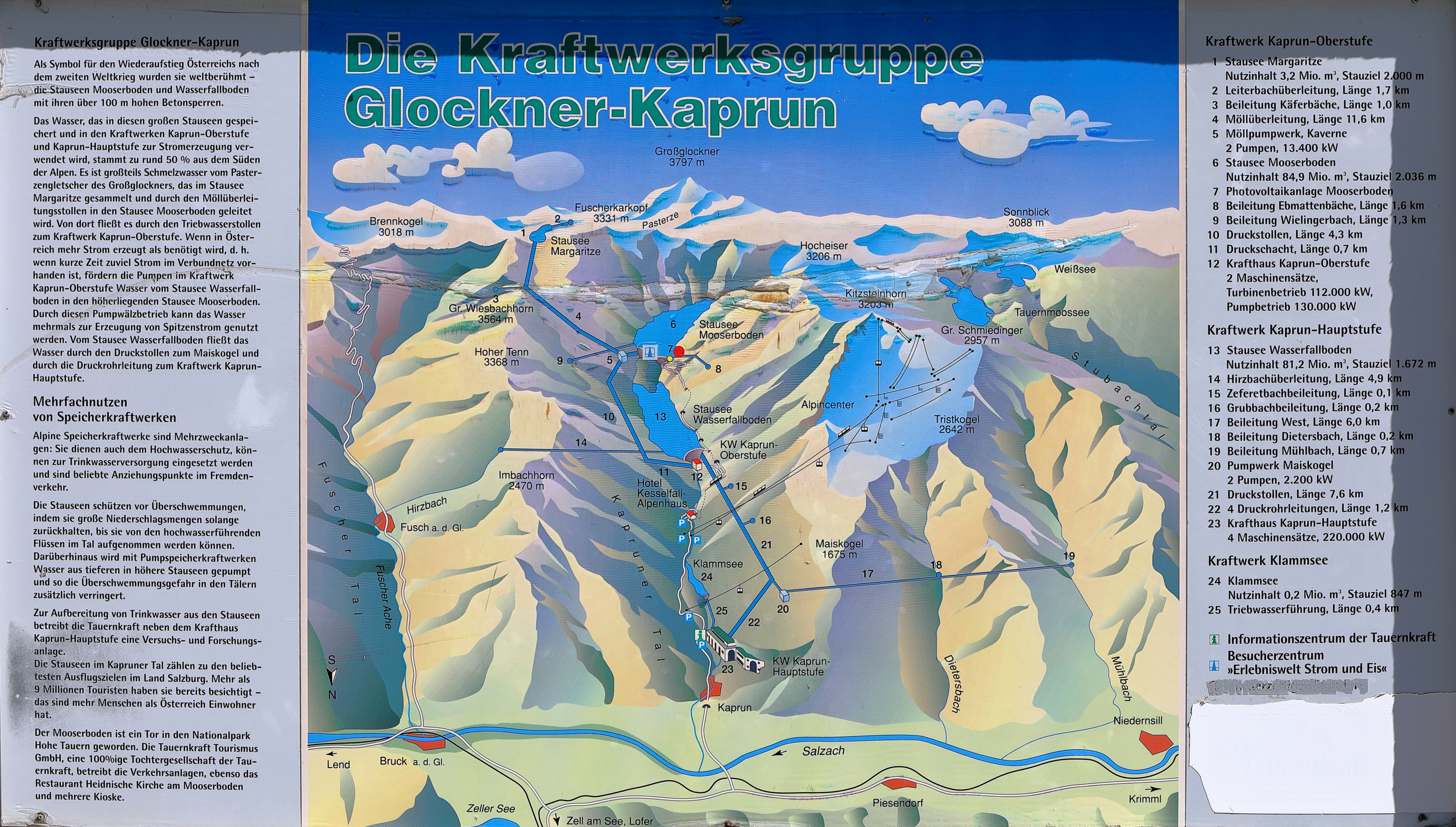
Infotafel über die Kraftwerksgruppe Glockner-Kaprun – noch ohne Limberg II

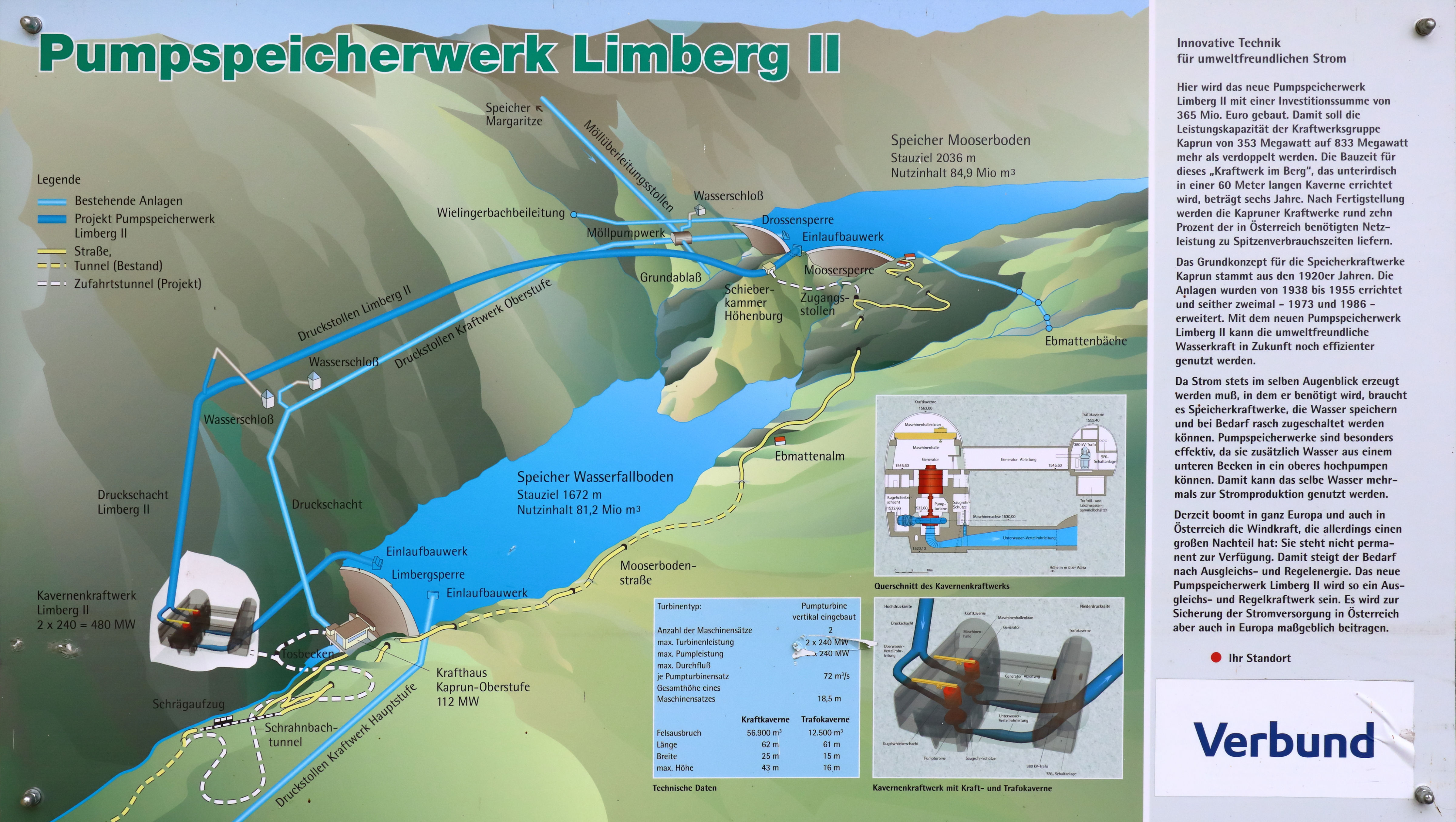
Infotafel über das Pumpspeicherwerk Limberg II

Die Kraftwerksgruppe Kaprun ist ein Verbund von Speicherkraftwerken, die teilweise zusätzlich auch im Pumpbetrieb laufen können und elektrischen Strom primär zur Abdeckung von Spitzenlast erzeugen. Die Elektrizitätswerke werden von der Zentralwarte in Kaprun aus überwacht und fernbedient. Die elektrische Energie wird über zwei 220-kV-Leitungen zum Umspannwerk Tauern geleitet und dort in das überregionale Hochspannungsnetz eingespeist.
Die Kraftwerksgruppe besteht aus folgenden Staustufen:
- Oberstufe (Kraftwerk Limberg & Limberg II) mit: Stausee Margaritze, Stausee Mooserboden
- Hauptstufe mit: Stausee Wasserfallboden
- Kraftwerk Klammsee mit: Stausee Klammsee

Sie hat derzeit eine installierte Leistung von 833 MW zur Stromerzeugung und 610 MW für den Pumpbetrieb. Das Regelarbeitsvermögen von Limberg und Hauptstufe beträgt (ohne Pumpwälzbetrieb) zusammen jährlich 742 Millionen kWh (742.000 MWh, 742 GWh). Dies entspricht 890 Volllaststunden und einem Jahresnutzungsgrad von 10,2 %.
Das Wasser, das in den Kraftwerken zur Stromerzeugung genutzt wird, stammt zu einem großen Teil aus dem Einzugsgebiet der Möll in Kärnten, in dem mit der Pasterze auch der größte Gletscher Österreichs liegt. Dieses Wasser wird im Stausee Margaritze gesammelt und durch den 11,6 km langen Möll-Überleitungsstollen in den Speicher Mooserboden, abhängig von dessen Wasserspiegel, geleitet oder gepumpt. Es durchtunnelt damit die Wasserscheide des Alpenhauptkamms zwischen Drau/Mur und Salzach/Inn. Nach der Nutzung in der Oberstufe wird das Wasser im Stausee Wasserfallboden gespeichert und nochmals in der Hauptstufe genutzt. Durch die nördlich und südlich des Alpenhauptkamms liegenden Einzugsgebiete können Niederschläge verschiedener klimatischer Zonen erfasst und genutzt – und die Abflüsse auch für den Hochwasserschutz reguliert – werden.
Im Jahr 2011 wurde das Pumpspeicherkraftwerk Limberg II in Betrieb genommen. Dadurch erhöhte sich die installierte Turbinen- und Pumpleistung der Kraftwerksgruppe um 480 MW.

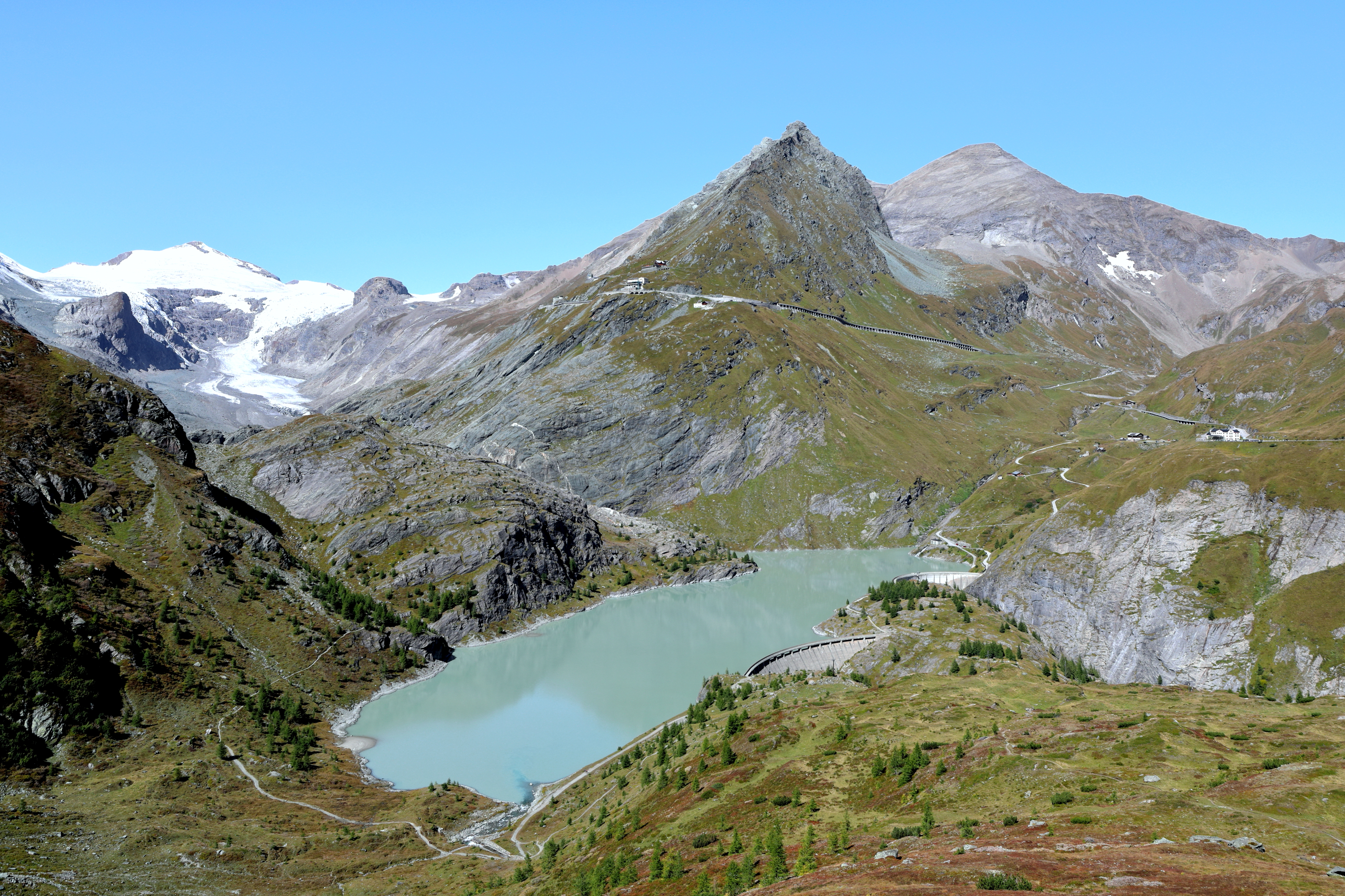
Stausee Margaritze (2018)
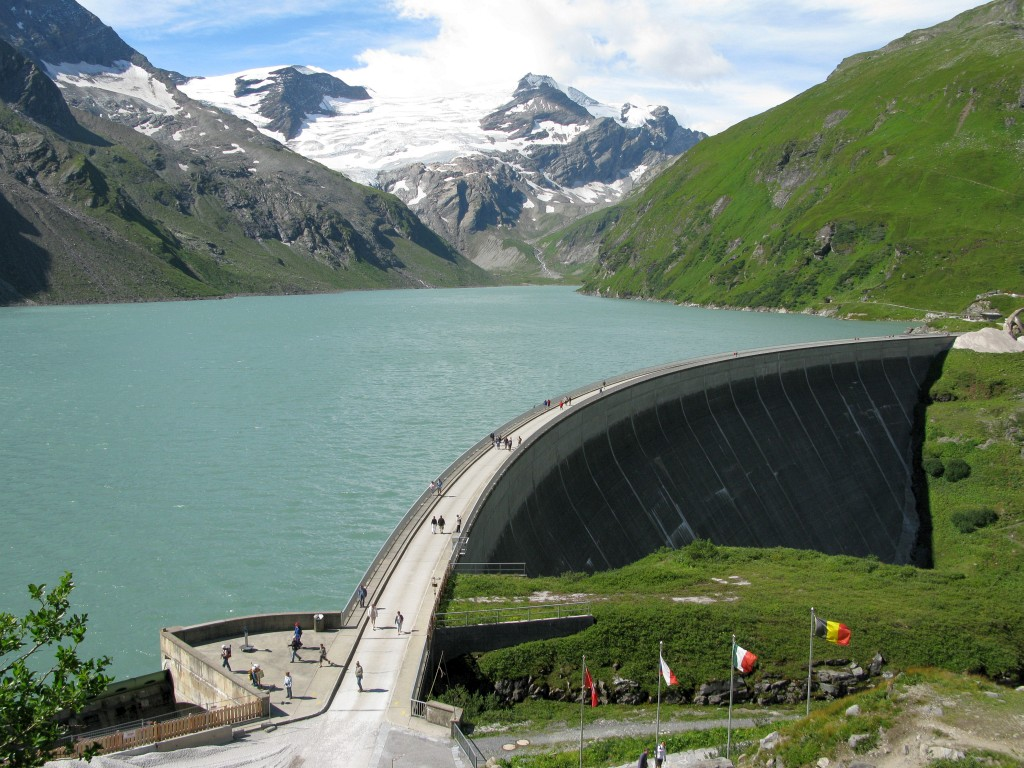
Stausee Mooserboden (2010)
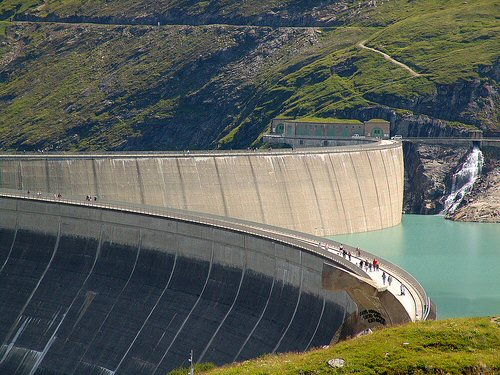
Talsperren des oberen Staubeckens mit Moosersperre vorn und bildmittig Drossensperre (2007)
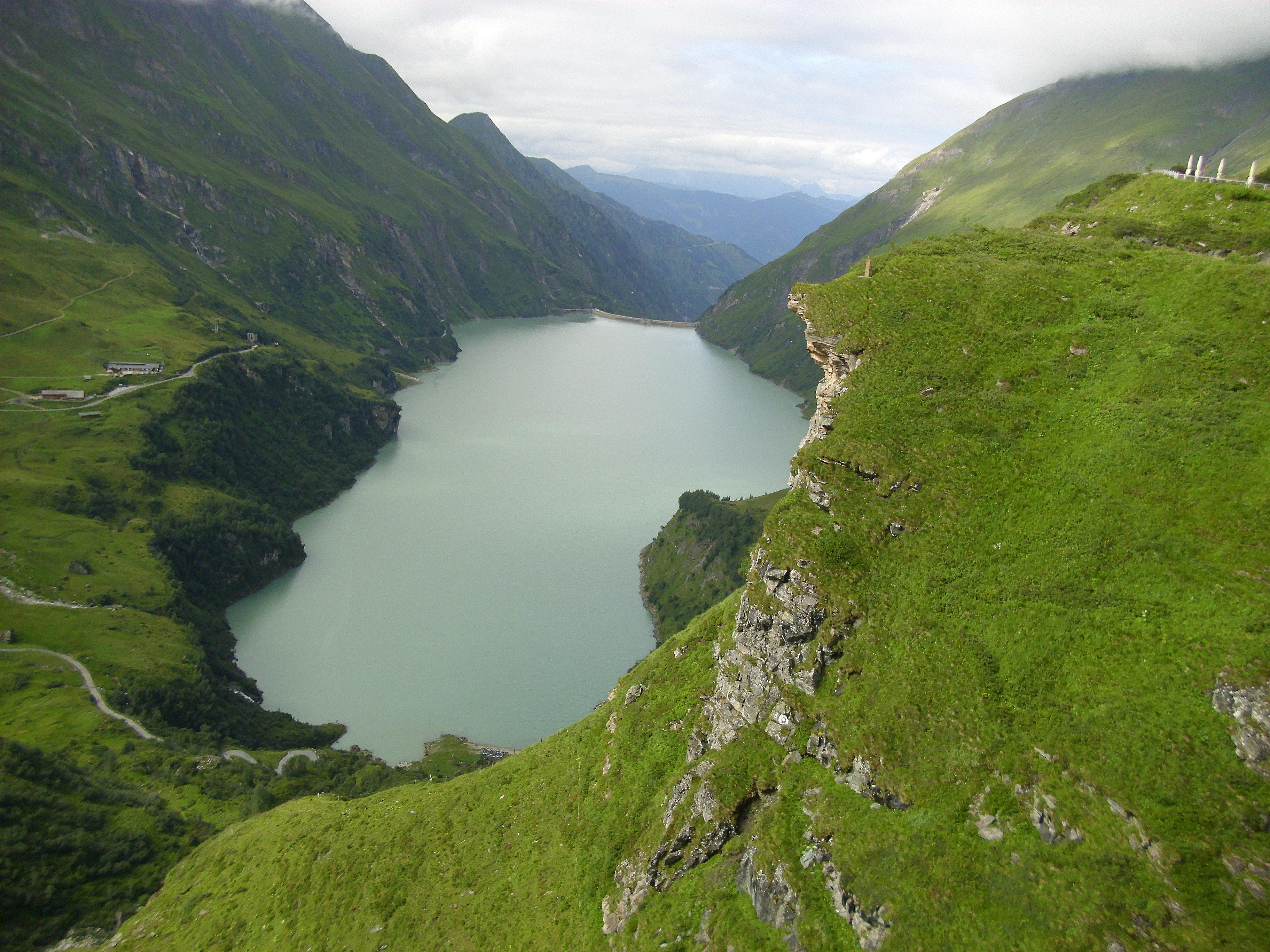
Blick vom Pumpspeicherkraftwerk auf den Wasserfallboden (2012)

## Maschinentechnische Anlagen
Die Oberstufe besteht aus dem Krafthaus Limberg I und der Kraftkaverne Limberg II, die das Wasser aus dem Stausee Mooserboden zur Stromerzeugung nutzen und im Pumpbetrieb Wasser vom Stausee Wasserfallboden in den Stausee Mooserboden pumpen. Limberg I steht direkt am Fuße der Limbergsperre, die Limberg II ist vollständig unterirdisch angelegt und wurde in den Jahren 2007 bis 2010 parallel zum bestehenden Kraftwerk Limberg errichtet. Weiter fördert das Möllpumpwerk bei Bedarf Wasser aus dem Stausee Margaritze in den Stausee Mooserboden. Seit September 2021 wird die Oberstufe mit einer weiteren Kraftkaverne Limberg III erweitert. Deren Bau wurde aber lange, trotz vorliegender Genehmigung, wegen tiefer Energiepreise im Jahre 2019 und hauptsächlich wegen der fehlenden 380-kV-Salzburgleitung immer wieder verschoben.
Seit 2012 wird das Wasser der Hirzbachüberleitung durch ein Kleinkraftwerk verwertet, bevor es in den Stausee Mooserboden abgegeben wird.
Das Wasser des Speichers Wasserfallboden strömt durch einen 7065 m langen Druckstollen und weiter durch einen 1400 m langen Druckschacht zum Maschinenhaus, das südlich des Ortskerns von Kaprun steht. Der Druckschacht ist seit Mitte 2004 in Betrieb und ersetzt die alte 1.200 Meter lange, viersträngige Druckrohrleitung, die 2007 zurückgebaut wurde. Im Maschinenhaus stehen vier Generatorsätze. Das abgearbeitete Wasser fließt über die Kapruner Ache in die Salzach. Ein Pumpbetrieb ist hier nicht vorhanden.
Das Kraftwerk Klammsee dient der Eigenbedarfsversorgung der Kraftwerksgruppe Kaprun. Der Klammsee liegt etwa einen halben Kilometer oberhalb des Maschinenhauses der Hauptstufe und wird durch eine 19 m hohe Gewichtsmauer gebildet, die die Kapruner Ache aufstaut. Die Maschinensätze des Kraftwerks befinden sich im Krafthaus der Hauptstufe.

| Name                          | Lage                             | Anlagentyp           | Regelarbeits- vermögen | Leistung | Maschinensätze | Mittlere Rohfallhöhe | Ausbauwasser-menge | Inbetriebnahme                              |
| ----------------------------- | -------------------------------- | -------------------- | ---------------------- | -------- | --- | -------------------- | ------------------ | ------------------------------------------- |
| Kaprun-Oberstufe              |                                  |                      |                        |          | |                      |                    |                                             |
| Möllpumpwerk                  | 47° 10′ 1″ N, 12° 43′ 41,8″ O    | Pumpwerk             |                        | 13,4 MW  | 2 horizontale 2-flutige einstufige Radialpumpen                                                                           |                      | 27,8 m³/s          | 1955                                        |
| Krafthaus Limberg I           | 47° 11′ 49,7″ N, 12° 43′ 9,4″ O  | Pumpspeicherwerk     | 166 GWh                | 113 MW   | 2 horizontale Maschinensätze bestehend aus einer Francis-Turbine, einem Motorgenerator und einer zweistufigen Radialpumpe | 365 m                | 36 m³/s            | 1954–1955                                   |
| Kavernenkrafthaus Limberg II  | 47° 11′ 56,7″ N, 12° 43′ 23,5″ O | Pumpspeicherwerk     | 1300 GWh               | 480 MW   | 2 vertikale reversierbare Francis-Pumpturbinen                                                                            | 365 m                | 144 m³/s           | 2011                                        |
| Kavernenkrafthaus Limberg III | 47° 11′ 56,5″ N, 12° 43′ 32,1″ O | Pumpspeicherwerk     | 1300 GWh               | 480 MW   | 2 vertikale reversierbare Francis-Pumpturbinen                                                                            | 365 m                | 144 m³/s           | September 2025 (Baustart im September 2021) |
| Hirzbach                      |                                  |                      |                        |          | |                      |                    |                                             |
| Kleinkraftwerk Hirzbach       | 47° 11′ 48″ N, 12° 43′ 16,3″ O   | Ausleitungskraftwerk | 3,3 GWh                | 1,4 MW   | 2 Francis-Turbinen | 151 m                | 1,8 m³/s           | 2012                                        |
| Kaprun-Hauptstufe             |                                  |                      |                        |          | |                      |                    |                                             |
| Pumpstation Maiskogel         | 47° 15′ 29,1″ N, 12° 43′ 7,2″ O  | Pumpwerk             |                        | 2,2 MW   | 2 horizontale zweistufige halbaxiale Pumpen                                                                               |                      | 2,5 m³/s           | 1986                                        |
| Krafthaus Kaprun-Hauptstufe   | 47° 15′ 34,7″ N, 12° 44′ 19,4″ O | Speicherkraftwerk    | 499 GWh                | 220 MW   | 4 horizontale Doppel-Pelton-Turbinen                                                                                      | 891 m                | 32,5 m³/s          | 1952                                        |
| Klammsee (Eigenbedarf)        |                                  |                      |                        |          | |                      |                    |                                             |
| Krafthaus Kaprun-Hauptstufe   | 47° 15′ 34,7″ N, 12° 44′ 19,4″ O | Ausleitungskraftwerk | 3,4 GWh                | 0,5 MW   | 2 horizontale Francis-Turbinen                                                                                            | 65 m                 | 1 m³/s             | 1948                                        |

## Geschichte
Idee und erste Konzepte zum Projekt Kaprun-Großglockner entstanden 1928 bei der Firma AEG in Berlin unter dem Titel Tauernkraftwerk oder „Zentralisationsprojekt“. Aufgrund technischer und finanzieller Schwierigkeiten zu Beginn der Weltwirtschaftskrise wurde die Idee Anfang der 1930er Jahre zunächst verworfen und erst 1938 von den Nationalsozialisten wieder aufgegriffen. Die von ihnen 1938 gegründete VIAG-Tochter Alpen-Elektrowerke wurde mit der Ausführung beauftragt.
Nach dem für umfangreiche Propagandazwecke durchgeführten Spatenstich begann mit der Begehung und Vermessung des Geländes 1938/39 die eigentliche Arbeit. Aufgrund des Mangels an Erfahrungswerten waren zahlreiche Entnahmen und Analysen von Gesteinsproben für die Planung notwendig. Zur Erschließung der künftigen Baustelle in schwierigem Gelände wurden Zufahrtswege und kleinere Brücken errichtet. Zudem wurden Baracken für Ingenieure und Arbeiter aufgestellt und einige Verankerungen für Materialseilbahnen betoniert.
Obwohl unter dem nationalsozialistischen Regime kein einziges Fundament gelegt und hauptsächlich im Sommer gearbeitet wurde, gab es unter den für hochalpine Bedingungen unzureichend ausgerüsteten und schlecht ernährten Zwangsarbeitern zahlreiche Verletzte und auch Tote. Bis 1945 sind von bis zu 83 verunglückten Arbeitern 56 Todesfälle dokumentiert (zwischen 1946 und 1951 kamen insgesamt 78 Arbeiter bei Unfällen oder Lawinenabgängen ums Leben).

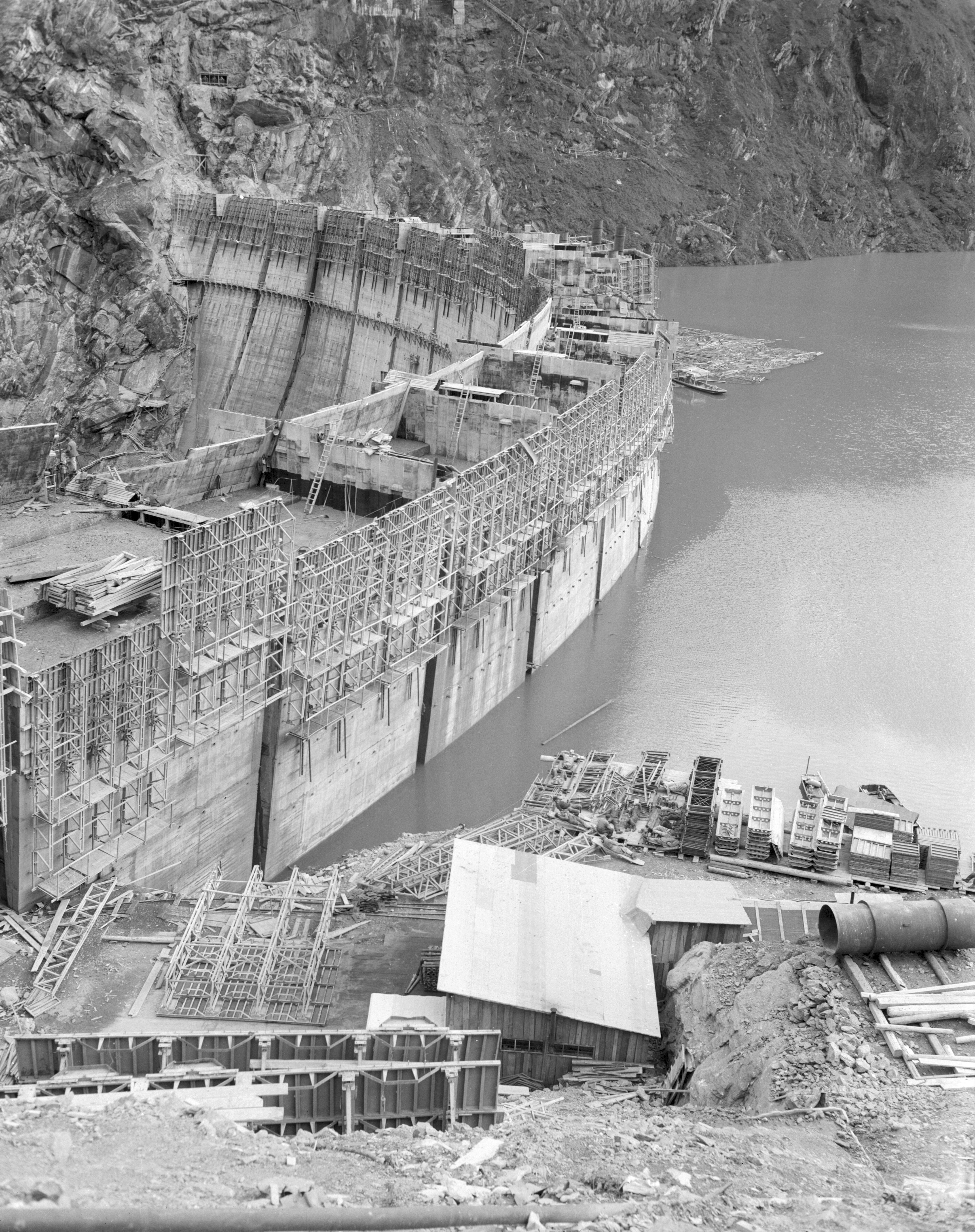
Baustelle der Limbergsperre im September 1950

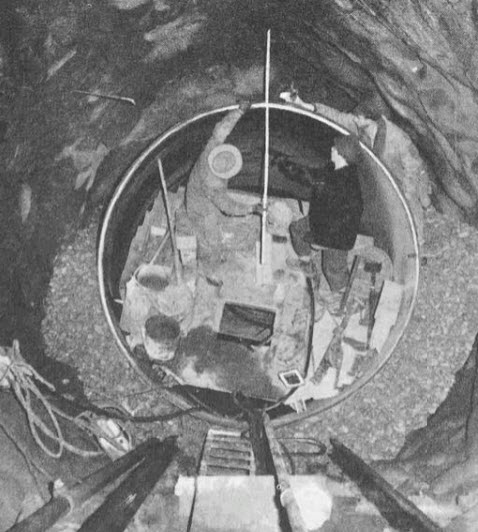
Hinterbetonierung der Panzerung im Druckschacht für das Krafthaus Limberg I

Von Anfang an litt das Projekt unter Mangel an Maschinen und geeigneten Ingenieuren. Die Bauarbeiten entwickelten sich schleppend. Bezeichnenderweise kam die Organisation Todt in Kaprun nicht zum Einsatz. Im Winter 1942/43 wurde das Projekt praktisch stillgelegt. Rüstungsminister Speer hatte neue Prioritäten gesetzt. Die Zwangsarbeiter wurden in der Rüstungsindustrie (z. B. Bau von unterirdischen Stollen für Munition-, Panzer- und Flugzeugbau) gebraucht, und die wenigen noch einsatzfähigen Geräte wurden von Kaprun abgezogen. Deshalb wurde mit dem Bau des Maschinenhauses und der Limbergsperre erst nach 1945 begonnen (Beginn der Betonierung der Limbergsperre: 8. September 1948).
Wegen der klimabedingten Kürze des vollen Arbeitseinsatzes und des Mangels an Baugerät sowie kompetentem Personal kann die Arbeit in der NS-Ära mit allerhöchstens fünf Prozent des Gesamtaufwandes der ersten Ausbaustufe bis 1955 geschätzt werden. Oft genannte (viel) höhere Schätzungen entbehren jeder Grundlage. Die von der Union-Baugesellschaft ausführlich fotografisch dokumentierte Baustelle zeigt deutlich erkennbar die Gesamtsituation 1948.
Wie damals üblich, erfolgte bei komplexen Projekten die Detailplanung schrittweise, zumal bei diesem Hochgebirgsprojekt keine entsprechenden Erfahrungen vorlagen. So fanden die österreichischen Verantwortlichen nach Kriegsende wenige Detailpläne vor. Deshalb war es nach 1945 ohne viel Aufwand möglich, das Konzept an mehreren Stellen zu ändern bzw. zu verbessern und den wesentlich großzügigeren finanziellen Nachkriegsmitteln anzupassen.
Ab 1947 wurde das Projekt mit enormen Mitteln aus dem Marshallplan gefördert (1,43 Mrd. Schilling). Beim Bau des Oberstufenkraftwerks Mooserboden bremsten die US-Experten zunächst die Vergabe weiterer ERP-Kredite, weil sie die Wirtschaftlichkeit des Projekts anzweifelten. Sie forderten stattdessen den Bau einer Hochspannungsleitung über den Arlberg, um die Energie der Vorarlberger Illwerke AG im eigenen Land zu nutzen. Für Österreich war Kaprun aber zu einer so wichtigen Prestigefrage geworden, dass die amerikanischen Partner umgestimmt werden konnten.
Nachdem 1947 die Finanzierung gesichert war, wurde unverzüglich mit dem Bau begonnen, da schon früh der hohe Identität stiftende und propagandistische Wert für die Wiederaufbaudynamik der Zweiten Republik erkannt wurde. Unter den vorerst wenigen Baumaschinen bei der Ingangsetzung 1946/47 waren auch einige von den USA gestiftete, darunter einer der legendären „Erie-Bagger“. Bemerkenswert für die damalige Zeit war die Siegerin des Wettbewerbs für die Planung und Gestaltung der Sperrkrone der Limbergsperre und des Krafthauses Oberstufe Edith Lassmann. Sie wurde an der Gesamtplanung beteiligt und mit der Detailplanung und Bauleitung des Krafthauses Limberg beauftragt. Am 23. September 1955 wurde das Kraftwerk mit einer Gleichenfeier in Betrieb genommen.
In den 2010ern rückte Kaprun in die Debatte der Energiewende. Zum einen war es – von der Öffentlichkeit durch den minimalen Landschaftsverbrauch der neuen Kavernenanlage Limberg II weitgehend unbemerkt – zu einem der leistungsfähigsten Pumpspeichersysteme der Alpen umgerüstet worden. Diese spielen insbesondere im Management des stark schwankenden Wind- und Solarstroms eine wichtige Rolle. Zum anderen entbrannte aber die Debatte um die 380-kV-Ringleitung Österreichs und den Lückenschluss mit der Salzburgleitung durch das Salzachtal, die nicht zuletzt auch der besseren Anbindung Kapruns an das moderne europäische Hochspannungsnetz dienen soll.

### Mythos Kaprun

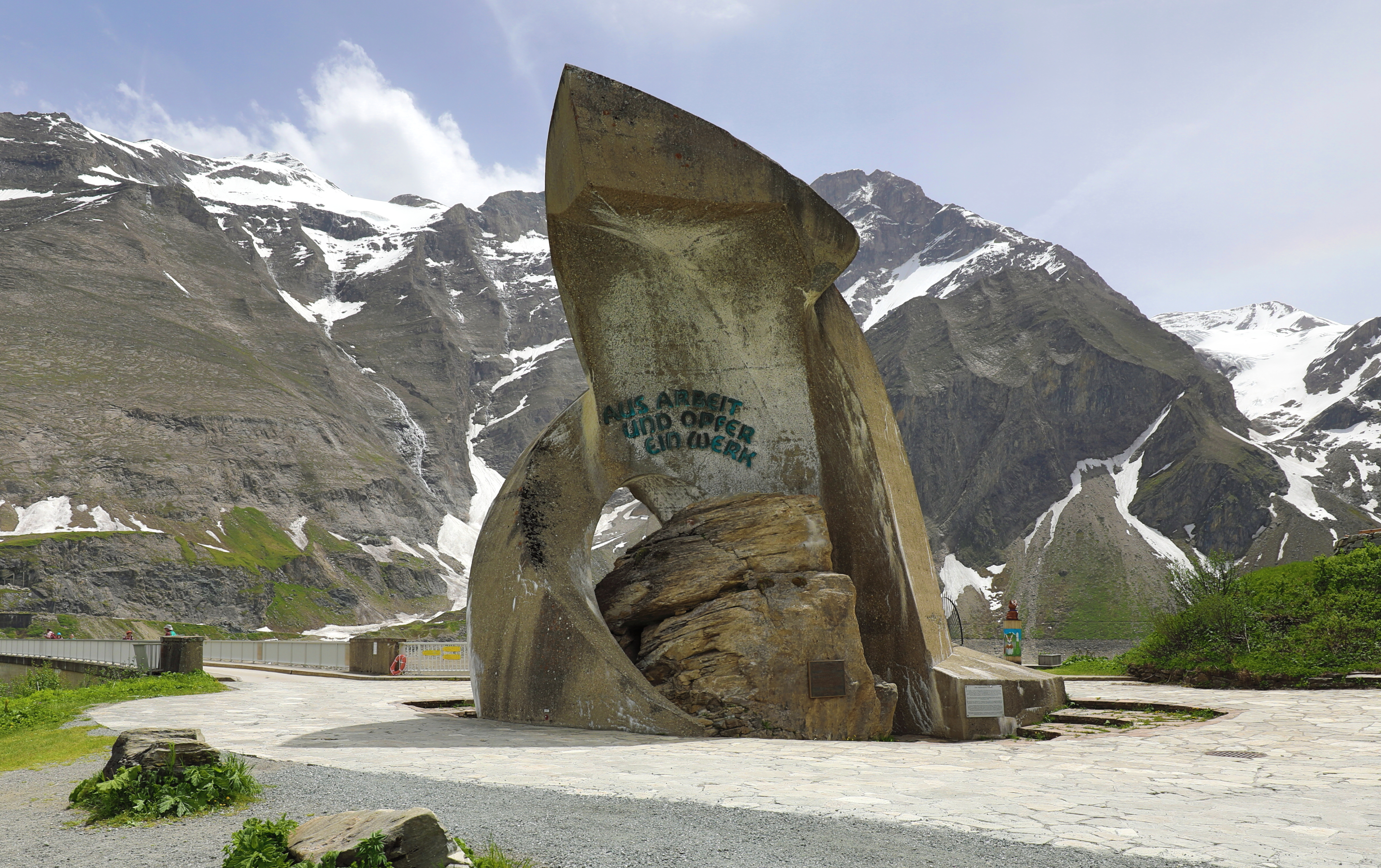
Das Ehrenmal „Aus Arbeit und Opfer ein Werk“ (enthüllt 1960) mit der „Heidnischen Kirche“ auf dem Mooserboden in Erinnerung unter anderem an die 161 Toten zwischen 1947 und der Fertigstellung im Jahr 1955

Schon in der NS-Zeit propagandistisch unterstützt, entwickelte sich Kaprun in den Nachkriegsjahren, vielmehr aber noch nach seiner Eröffnung, zu einem Sinnbild des österreichischen Wiederaufbaus, das sich durch bestimmte Faktoren auszeichnete:
- In Kaprun arbeiteten alle zusammen, alle waren Kameraden, unabhängig von ihrer Herkunft oder ihrer Aufgabe auf der Baustelle. Ob Minenarbeiter oder führender Ingenieur, sie kämpften Seite an Seite für die gemeinsame Sache.
- Kaprun wurde als Krieg inszeniert. Der Mensch kämpfte gegen die Natur, die schließlich mit Hilfe der Technik erfolgreich bezwungen wurde. Der zahlreichen Opfer wurde wie Gefallener gedacht, die im Kampf für die gemeinsame Sache ihr Leben gelassen hatten. Auf dem Denkmal für die verunglückten Bauarbeiter ist zu lesen: „Aus Arbeit und Opfer ein Werk“

Die Kriegsmetaphern boten für die im Krieg sozialisierte Bevölkerung, ähnlich der Opferthese, ein breitenwirksames Identifikationspotential. Die Erzählung von den geeinten Arbeitern erinnert in ihrer Rhetorik stark an die nationalsozialistische Volksgemeinschaft, hatte aber auf die neu zu schaffende Identität eine einigende Wirkung. Vor der Kulisse der Alpen konnte so der Sieg eines geeinten Volkes über einen scheinbar übermächtigen, naturgegebenen Gegner inszeniert werden. Ein Sieg, der sowohl 1938 als auch 1945 verwehrt blieb, aber für friedliche Ziele. Dadurch wurde Kaprun zum Gründungsmythos der wiedererstandenen Zweiten Republik Österreich, so wie die unweit gelegene Großglockner-Hochalpenstraße zum Konsolidierungsmythos der Ersten Republik in den Zeiten der Weltwirtschaftskrise, der man als „Restösterreich“ ihre wirtschaftliche Überlebensfähigkeit anfangs angezweifelt hatte.
Die öffentliche Überhöhung von Kaprun verdeckte Konflikte unter den Arbeitern. Die Baustelle wurde zum Auffangbecken für Menschen, die sich in den ersten Nachkriegsjahren nur schlecht in die Gesellschaft integrierten. Neben demobilisierten Soldaten sowie aus den Konzentrationslagern heimgekehrten Sozialisten und Kommunisten waren unter ihnen auch überzeugte Nationalsozialisten, die von Berufsverboten betroffen waren. Der Historiker Wolfgang Kos bezeichnete Kaprun deshalb als „rot-weiß-rotes Fegefeuer“, das dieser Gruppe neue gesellschaftliche Akzeptanz verschaffte.
In den 1970ern ist eine Transformation des Mythos festzustellen, die Technik (die riesigen Staumauern und das Krafthaus) tritt auf den Photographien immer weiter in den Hintergrund, die Aufmerksamkeit richtet sich fast ausschließlich auf die Berg- und Seenlandschaft. Der Sieg des Menschen über die Natur schien nicht mehr erstrebenswert, zu der Zeit beginnt mit der Besetzung der Hainburger Au die Umweltbewegung in Österreich. Die Kraftwerksanlagen können aber nach wie vor ihre Wirkung entfalten, und bilden heute – zusammen mit dem Nationalpark Hohe Tauern – im Tourismusmarketing der Region Zell am See/Pinzgau einen wichtigen Bestandteil im Spannungsfeld der menschlichen Erschließung und naturräumlichen Erhaltung des hochalpinen Raumes.

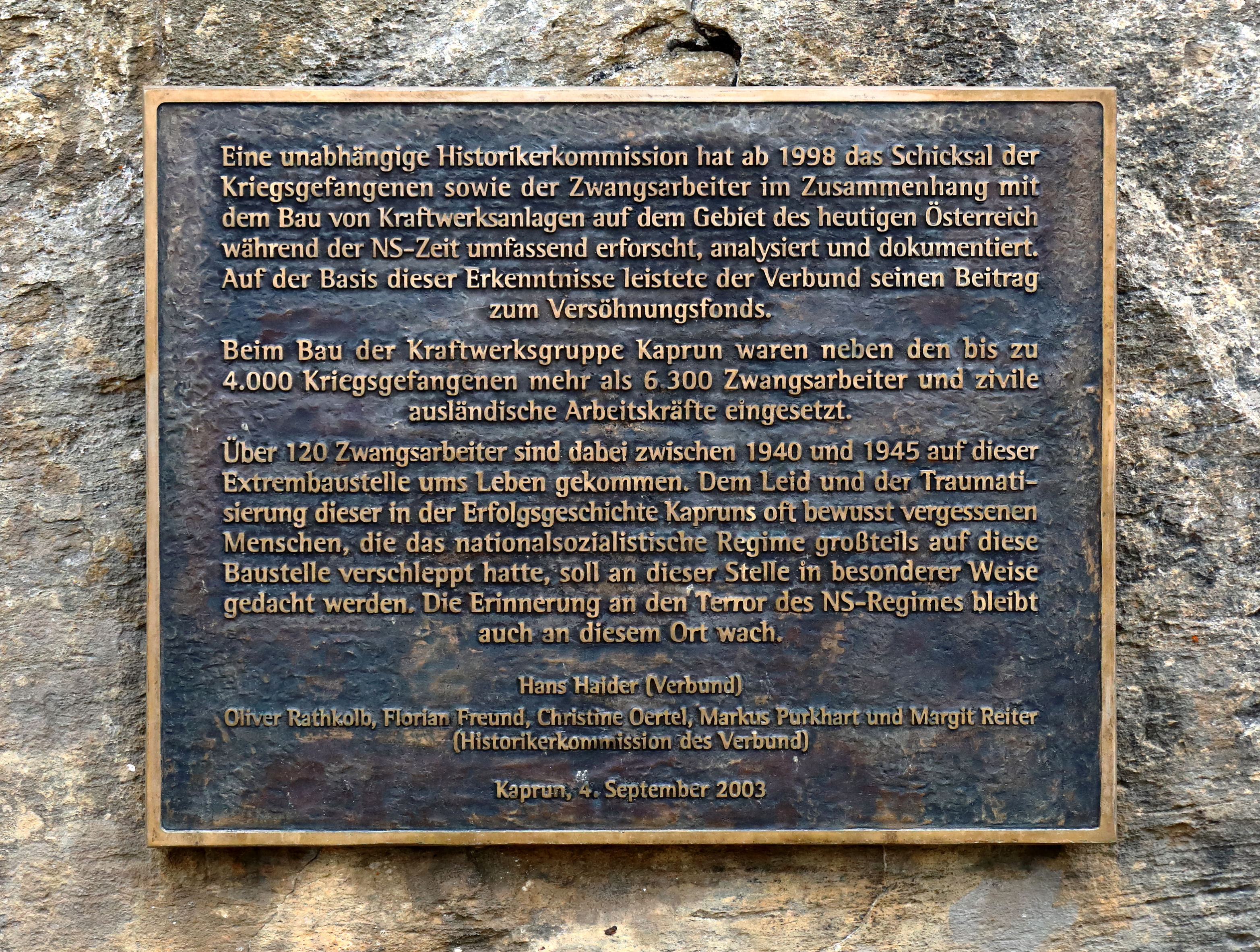
Gedenktafel für die Zwangsarbeiter bei der Heidnischen Kirche auf dem Mooserboden; 2003 enthüllt

Das Leiden der jüdischen Zwangsarbeiter und das Verdrängen dieser Geschichte im Nachkriegsösterreich wurden 2003 Thema des Theaterstücks Das Werk von Elfriede Jelinek. Durch die in dieser Zeit öffentlicher geführte Debatte um Österreichs Mitbeteiligung in den Kriegsgräueln wurde das Kaprunertal vermehrt zu einer „Gedächtnislandschaft“, die die Gesamtheit der Kernthemen der jüngeren österreichischen Geschichte dokumentiert.
Sepp Forcher, der als junger Mann Hilfsarbeiter auf der Baustelle war, widersprach 2016 der Legende der aufopfernden Kameradschaft am Bau: „Jeder Hilfsarbeiter hatte seinen Arbeiter, dieser hatte seinen Vorarbeiter, dieser seinen Meister, und der Meister hatte seinen Ingenieur. Das war streng hierarchisch.“ Und von gemeinschaftlichem Kampf, so Forcher, konnte erst recht keine Rede sein: „Es ging uns nur um die Arbeit.“

## Film, Theater und Hörspiel
- Weißes Gold. Spielfilm, Regie: Eduard von Borsody, 1949
- Das Lied von Kaprun. Spielfilm, Regie: Anton Kutter, 1955
- Horst Mönnich: Kaprun. Hörspiel, 1955[14]
- Gold aus Gletschern. Dokuspielfilm, Regie: Luis Trenker, 1956
- Wolken über Kaprun. TV-Serie, Regie: Franz Josef Gottlieb, Drehbuch: Hellmut Andics, 1964–1966
- Ruf der Wälder. Spielfilm, Regie: Franz Antel, 1965
- Elfriede Jelinek: Das Werk. Burgtheater Wien 2002